# Карнаж
Карна́ж (англ. Carnage — резня, МФА: [ˈkɑrnɪʤ], транслитерация — Ка́рнидж) — суперзлодей комиксов издательства Marvel Comics. Один из заклятых врагов Человека-паука и Венома. Впервые он появляется в комиксе The Amazing Spider-Man #361 (апрель 1992). Карнаж был создан автором Дэвидом Микелайни и художниками Эриком Ларсеном и Марком Багли.
Этот персонаж принадлежит к расе внеземных паразитов, известных как симбиоты, которые образуют симбиотическую связь со своими носителями и наделяют их сверхчеловеческими способностями. Будучи отпрыском Венома, Карнаж намного мощнее своего родителя благодаря биологии симбиотов и во многом является его более мрачной версией. Обычно изображается противником Человека-паука, в то же время выступая заклятым врагом Венома. Симбиот имел множество носителей. Оригинальный и самый известный с Земли-616 — это Кле́тус Кэ́седи (англ. Cletus Kasady), серийный убийца из вселенной Marvel, чей садистский характер полностью совпадает с характером симбиота. Среди других известных носителей — Бен Рейли, Карл Малус, а также Гвен Стейси в альтернативной вселенной Ultimate Marvel. Норман Озборн  также пользовался симбиотом, взяв себе имя Кра́сный го́блин (англ. Red Goblin).
С момента своего первоначального появления в комиксах, персонаж был адаптирован и вне комиксов, а именно в телевизионных сериалах и видеоиграх. Вуди Харрельсон исполнил роль Клетуса Кэседи / Карнажа в фильме «Веном 2» (2021), действие которого происходит во вселенной Человека-паука от Sony.
В 2009 году Карнаж занял 90-е место в списке величайших злодеев комиксов всех времён по версии IGN.

## История создания
Автор Дэвид Микелайни создал Карнажа, чтобы тот выступал более тёмной версией Венома, намереваясь убить человеческое альтер эго Венома, Эдди Брока, в Amazing Spider-Man #400, чтобы симбиот и далее продолжил связываться с рядом других носителей. Однако ввиду возросшей популярности Эдди Брока и Венома издательство не позволило ему это сделать. Микелайни решил создать нового суперзлодея: полного психопата, который, в отличие от Венома, не имел никаких моральных ценностей. Первоначально персонаж был назван «Хаос» (англ. Chaos), затем — «Опустошение» (англ. Ravage), прежде чем было выбрано имя «Карнаж» (англ. Carnage; с англ. — «Резня»).

## Биография

### Симбиот на разных носителях

#### Клетус Кэседи
Когда в тюрьму к Эдди Броку вернулся его симбиот Веном, чтобы воссоединиться со своим носителем и дать ему возможность сбежать на свободу, он неосознанно оставил в камере своё потомство; ввиду своего инопланетного менталитета симбиот не чувствовал к своему отпрыску эмоциональной привязанности, не считая его чем-то значимым, и, таким образом, никогда не давал знать Броку о существовании другого симбиота через их телепатическую связь. Затем новый симбиот соединился с сокамерником Брока по имени Клетус Кэседи, превратив его в суперзлодея Карнажа. Связь между Карнаж-симбиотом и Кэседи получилась сильнее, чем связь между Броком и Веном-симбиотом. В результате Карнаж — это куда более жестокий, мощный и смертоносный симбиот, нежели Веном. Клетус Кэседи и симбиот Карнаж стали главными антагонистами в Maximum Carnage, а Кэседи стал постоянным персонажем, использующим симбиота Карнажа во многих публикациях.

#### Паук-Карнаж (Бен Рейли)
Однажды Карнаж передался Человеку-пауку — Бену Рейли на тот момент, — когда Бен связался с ним, чтобы помешать ему вредить ни в чём не повинным людям, тем самым образуя Паука-Карнажа. Сила воли Бена сдерживала желание симбиота убивать достаточно, чтобы вернуться в «Рейвенкрофт». Рейли впоследствии предпринял попытку уничтожить симбиота, самому подвергнувшись потенциально смертельному всплеску микроволн, но тот вернулся к Кэседи после того, как микроволны заставили его отделиться от Бена.

#### Превосходный Карнаж (Карл Малус)
После того, как Кэседи сделали лоботомию, и взять его под контроль ввиду излишне повреждённого разума было невозможно, Чародей изымает у Клетуса его симбиота. Он передаёт Карнажа доктору Карлу Малусу, чтобы сделать из него свою версию Венома. Взяв нового Карнажа под контроль и выдав ему оружие, Чародей нарекает его «Превосходным Карнажем» (англ. Superior Carnage).
Трио Чародея, Кло и Карнажа начинает штурм мэрии, убивая по пути несколько людей, и врывается в зал, чтобы покончить с мэром Джей Джоной Джеймсоном. Однако вместо него там сидел поджидающий суперзлодеев Превосходный Человек-паук. Разгорается битва. Во время сражения Чародей потерял над Карнажем контроль и очень сильно пострадал, будучи сброшенным с большой высоты Человеком-пауком, шокированным от обнаружения того, что Чародей прочёл его разум и знает об Отто Октавиусе. Карнаж, теперь освобождённый и полностью контролирующий тело Малуса, впадает в безумие и начинает убивать каждого человека, кому не повезло оказаться с ним рядом. Кло пытается его остановить, но ввиду того, что в драке его оружие было повреждено, он терпит неудачу и понимает, что единственный способ победить — чтобы Чародей вернул над Карнажем контроль. Карнаж и Кло отступают. Карнаж вступает в сражение с Превосходным Человеком-пауком и признаёт, что, хоть ему и нравилось пользоваться оружием, всё же тела куда приятнее разрывать и разрезать. Кло пытается заставить Чародея вновь взять Карнажа под контроль. Используя найденный в укрытии Чародея вибраниевый клинок, Карнаж протыкает звуковое тело Кло, что провоцирует мощный взрыв, который отделяет симбиота от Малуса. Симбиот решает занять тело раненого Чародея.

#### Красный гоблин (Норман Озборн)
На пути к осуществлению своего плана, Норман Озборн похищает Карнажа из заброшенной базы Щ. И.Т.а, но ему не удаётся подчинить симбиота, который захватывает контроль над его телом и разумом, намереваясь уничтожить мир, вопреки желанию Озборна править им. Тем не менее, новый носитель убеждает Карнажа не прибегать к бессмысленной резне. Он устраивает допрос пленённому Джеймсону, в попытках получить больше информации о Человеке-пауке, а также убивает Фила Уриха, самопровозглашённого Короля гоблинов. В ходе допроса Джеймсон упоминает, что даже смерть любимой девушки не сломила Человека-паука, в результате чего Озборн вспоминает, что под маской супергероя скрывается Питер Паркер. Во время нападения на «Дейли Бьюгл» в облике Зелёного гоблина, Норман предоставляет время сотрудникам на эвакуацию, вступая в противостояние с Питером, в ходе которого раскрывает свою связь с Карнажем, провозглашая себя Красным гоблином. Он предлагает Паркеру отказаться быть Человеком-пауком, обещая оставить его в покое, а в противном случае угрожая убить всех его близких. Питер просит своих друзей-супергероев Человека-факела, Клэша, Шёлка, Майлза Моралеса и Агента Анти-Венома защищать его близких, Норман одерживает верх над ними, из-за чего Человеку-пауку приходится вступить в бой, несмотря на повреждённую ногу. В ходе боя, Норман заражает симбиотом своего внука Норми, тем самым превращая того в мини-версию Красного гоблина.
Норми отправляется за тётей Мэй, но та получает неожиданную помощь в лице Превосходного Осьминога и Джея Джоны Джеймсона, использующего старый костюм Убийцы Пауков, однако обоих побеждает Норман. Вскоре Норман принуждает Лиз Аллан передать ему контроль над Алкемаксом в обмен на возвращение Норми. Гарри, верхом на глайдере, пытается помешать ему, но Норман успевает выбросить Лиз из окна. Человек-паук ловит её, а Норми, вернув рассудок, восстаёт против деда. Озборн-старший признаётся, что также заразил родственников Паркера симбиотами, которые в скором времени проникнут в их мозг и тем самым убьют. Тем не менее, Флэш Томпсон, который узнал тайну личности Питера, успел извлечь паразитов из тел Мэй и Мэри Джейн. Используя технологию Гоблина, расположенную под симбиотом, Норман наносит Флэшу смертельное ранение, и тот умирает на руках у Питера. Человек-паук сражается с Красным гоблином на Таймс-сквер, где последний одерживает верх. Несмотря на это, Паркеру удаётся перехитрить Озборна, утверждая, что вся слава достанется не ему, а Карнажу, и его носителю Клетусу Кэседи. Оба противника решают сразиться без помощи симбиотов. В итоге, Человек-паук побеждает своего заклятого врага, после чего Озборн попадает в тюрьму. Там, он пребывает в полном убеждении, что он — Клетус Кэседи, а Человек-паук — Норман Озборн.

#### Эдди Брок
После поражения Клетуса Кэседи, Карнаж и симбиоты-гештальты были поглощены Эдди Броком, который позже получает предложение присоединиться к Мстителям, но в разгар его знаменательного дня Карнаж одерживает победу над Веномом. Эдди уходит, пока ситуация не вышла из-под контроля, оставив Мстителей со странной реакцией. Эдди возвращается домой и пытается утихомирить Карнажа тем же способом, что и Венома, — тяжёлыми лекарствами. Эдди теряет сознание и видит Налла. Это заставляет Эдди лететь на остров, где он давно думал, что убил Человека-паука, и где он оставался до появления Карнажа. Но Карнаж подхватывает мысли Эдди и заставляет самолёт совершить аварийную посадку. Отделившись от симбиота Карнажа, Эдди готов сразиться с ним, но после неудачного побега, который стоил ему левой руки, Эдди был спасён Мстителями, которые быстро взорвали остров, чтобы окончательно уничтожить оставшихся на нём симбиотов. Тем временем, чтобы найти своего отца, Дилан обнаруживает уникальную способность отслеживать и контролировать симбиотов, которую он использует, чтобы найти Эдди, и узнаёт ужасную правду: Эдди вообще не покидал остров. Вместо этого он против своей воли был соединён с Карнажем. Используя симбиота Венома, Дилан пытается отделить своего отца от Карнажа, но только позволяет симбиоту Карнажу перенести Дилана в область сознания его отца. Дилану удаётся освободить себя и Эдди из-под контроля Карнажа, но симбиот пережил это испытание и смог тоже покинуть остров, соединившись с акулой.

#### Питер Крейн
После противостояния с новым Королём в чёрном часть симбиота выжила и выбрала в качестве хозяина рыбу, а затем напала на акулу. Продвигаясь по пищевой цепочке, он попадает на рыбацкую лодку и снова начинает убивать. Вдохновлённый поступком Эдди, Карнаж разработал новый план возвращения, используя силу, завещанную ему Наллом, чтобы создать конкурирующий Улей с самим собой в качестве звена. Карнаж медленно проделал обратный путь в Нью-Йорк, восстанавливая себя, пожирая всех, кто попадался ему на пути. Вернувшись на Манхэттен, Карнаж связался с сенатором Питером Крейном, который проводил кампанию по избавлению Земли от инопланетян, как хороших, так и плохих, и сотрудничал с Alchemax и Друзьями человечества. Карнаж также начал заражать своей волей многих симбиотов, оставшихся на Земле, включая Фэйджа, Лэшера, Бунта и Агонию. Однако неудачная попытка Карнажа заразить симбиота Анти-Венома насторожила Флэша Томпсона и Железного человека.

### Другие

#### Джон Джеймсон
Несмотря на связь с кровеносной системой Кэседи, симбиот нашёл способ покинуть своего носителя и, путешествуя по водопроводным трубам учреждения, соединился с начальником службы безопасности «Рейвенкрофта» Джоном Джеймсоном-младшим, чтобы использовать его для совершения дальнейших убийств.

#### Космический Карнаж (Норрин Радд)
Во время последующего буйства симбиот Карнаж ненадолго попытался взять под контроль Серебряного Сёрфера, который в то время посещал Землю, чтобы поприветствовать Фантастическую четвёрку после их возвращения к жизни после битвы с Онслаутом. Как выяснилось, Галактус поглотил планету, на которой жили многие симбиоты, и сделал её вид расовой памятью, чтобы каждый будущий симбиот мог помнить её, а также Сёрфера, который в то время был глашатаем Галактуса. Увидев Серебряного Сёрфера, симбиот Карнаж покинул Кэседи и соединился с Сёрфером, став «Космическим Карнажем» (англ. Carnage Cosmic). Человеку-пауку и Сёрферу удалось вернуть симбиота Клетусу, который умирал от рака желудка, а затем Серебряный Сёрфер запечатал носителя и симбиота в нерушимую тюрьму, чтобы заставить их обоих вечно размышлять о своих грехах.

#### Скорн (Танис Ньевес)
После того как Карнаж был разорван пополам Часовым за пределами земной атмосферы, выясняется, что носитель был предположительно убит, но симбиот выжил, впав в спячку, и вернулся на Землю, где его обнаружил Майкл Холл, конкурент Тони Старка. Он привёз Визг и её врача, Танис Ньевес, чтобы использовать Визг для поддержания жизни симбиота, дабы использовать свойства симбиота для создания протезов конечностей и экзокостюмов, которые реагируют так же, как симбиот. Одна из таких людей, доктор Танис Ньевес, получает один из таких протезов после того, как попадает под атаку Доппельгенгера, который пытался спасти Визг. Когда она оказывается рядом с симбиотом, её рука приходит в ярость и заставляет её убить нескольких учёных, прежде чем симбиот насильно соединяется с ней, превращаясь в нового Карнажа. После того как симбиот использует Танис, чтобы проникнуть на объект корпорации Холла, выясняется, что Кэседи жив (хотя лишился обеих ног), его тело сохранено симбиотом и восстановлено протезами Холла. Клетус возвращает себе симбиота и снова становится Карнажем, пытаясь отомстить за свой плен, в то время как Человек-паук и Железный человек пытаются остановить его. Затем выясняется, что Карнаж снова породил потомство, и его отпрыск ненадолго соединяется с Танис, но она снимает его от себя, и симбиот соединяется с Визг, после чего отрывается от неё. Испугавшись злобы Визг, симбиот вновь соединяется с Танис, создавая новую героиню — Скорн, которая побеждает Визг и заставляет её использовать свой звуковой крик, чтобы ослабить Карнажа, но Визг сбегает.

#### Волшебник (Бентли Виттман)
Человек-паук достаёт тело Клетуса Кэседи и успешно соединяет его с симбиотом, который немедленно пожирает доктора Малуса, а затем готовится убить Волшебника. Однако эфемерный дух Кло в последний раз на долю секунды фокусирует свои способности к манипуляции звуком, чтобы создать мощный звуковой взрыв, который выводит Карнажа из строя, позволяя вернуть симбиота. В эпилоге показано, что симбиот сумел восстановить повреждения мозга Волшебника и Клетуса.

#### Карла Унгер
После смерти симбиота в неволе образец симбиота исследовала доктор Карла Унгер, пока образец не попал в её тело. Когда она вернулась домой, симбиот сформировался вокруг неё, а затем она вместе с симбиотом убила своего жестокого мужа. После этого симбиот поглотил её и отправился к другим носителям, чтобы вернуться к Кэседи. Когда симбиот прибыл к раненому Клетусу, учёный, который хотел заполучить симбиота себе, попытался убить Кэседи, но симбиот смог воссоединился с Клетусом.

#### Багровый левиафан
Карнаж соединился с большой белой акулой, чтобы сбежать с острова Уэсос, и несколько месяцев бороздил океан как «красный король тьмы». Он наткнулся на лодку с китобоями, и, воспользовавшись случаем, Карнаж поймал одного из них, соединился с ним, взобрался на борт и приготовился расправиться с командой, намереваясь занять место Красной правой руки Короля в чёрном. Однако в этот самый момент Эдди Брок убивает Налла, в результате чего купол симбиотов, окружающий Землю, распадается на бесчисленное множество симбиотов. Через улей-разум симбиотов Эдди, ставший новым Богом симбиотов, обращается к Карнажу, который рычит на своего заклятого врага, чтобы тот убирался подальше. Когда симбиоты дождём сыплются с неба на корабль и в океан, они соединяются с командой корабля и заявляют, что они — Веномы, оставляя Карнажа шокированным. Взмахнув рукой-лезвием, Карнаж рычит, что убьёт их всех, но его бесцеремонно выкидывают за борт. Вмешавшись, симбиот Веном заявляет, что Налл мёртв, а Эдди — новый Король в чёрном, сделав Карнажа одним из своих подчинённых. Когда Карнаж снова погружается в океан, Эдди говорит, что ему не рады в реформированном Улье, и приговаривает его к смерти. Бесчисленные акулы, управляемые симбиотами, начинают набрасываться на Карнажа и в бешенстве пожирают его, пока симбиот полностью не исчезает во тьме океана.

## Силы и способности
Инопланетный симбиот обеспечивает Клетусу Кэседи повышенную физическую силу и возможность менять форму своего тела, например, формируя из рук смертельные колющие и режущие предметы, и даже отсоединять их с огромной скоростью, используя как метательный объект. Симбиот может метать во врагов куски тела в форме оружия: кинжалов, ножей, топоров и так далее, хотя они распадаются в течение десяти секунд после отрыва от тела Карнажа. Как и Человек-паук, Карнаж может держаться за любую поверхность. Он может быстро ползать и двигаться даже по гладким поверхностям. Он в состоянии регенерировать повреждённые части тела гораздо быстрее, чем обычный человек. Также Клетус Кэседи обладает иммунитетом ко всем болезням и инфекциям, пока находится в симбиоте. Карнаж менее уязвим для громкого звука, чем Веном, но более восприимчив к высокой температуре. Карнаж может перевоплощаться так же, как и Веном, маскируясь под окружающую среду или же превращаясь в одежду, хотя в человеческом облике Карнаж пребывает крайне редко. А ещё Карнажу передалась информация от Венома, поэтому он знает настоящее имя Человека-паука. Одна из вскоре раскрывшихся суперспособностей Карнажа — вампиризм, позволяющий ему причинить вред одним прикосновением. Также он обладает суперспособностью «видеть» любой частью своего тела и передавать себе полученную от другого человека информацию. Несмотря на то, что для выживания симбиоту требуется человеческое тело хозяина, в некоторых случаях симбиот Карнажа, однако, показывал, что и сам обладает некоторыми суперспособностями. Карнажу не требуется физического контакта, чтобы влиять на разум, поскольку он обладает телепатическими суперспособностями. Кроме того, симбиот может сливаться с окружением, используя эффект наподобие оптического камуфляжа. Карнаж обладает иммунитетом к Карающему Взору Призрачного Гонщика, поскольку для воздействия этой суперспособности у жертвы должно быть два глаза, а симбиот является ещё одной парой глаз и препятствием к использованию данной суперспособности. Когда в носителя симбиота стреляют, причиняют носителю боль, ярость переполняет симбиота, и он увеличивается в собственных размерах. Происходит это следующим образом: злость и адреналин, вырабатывающийся в организме носителя, толкает симбиота на выработку дополнительных генов. Не каждый носитель способен таким образом взаимодействовать с симбиотом.

## Характер
Карнаж оправдывает свои поступки абсурдистской философией и цинизмом, основанным на идее того, что вселенная является чрезвычайно хаотической, а общественный порядок — извращение. Он полагает, что даже среднестатистический человек может походить на него, если ему хватит смелости. Все люди являются в своей основе злыми; большинство не допускает этому проявления. Его окончательная цель — общество, основанное на гедонизме и нигилизме, без законов и морали, и люди, имеющие свободу делать всё, что они хотят. Карнаж не проявляет интереса к таким желаниям суперзлодеев, как богатство и мировое господство. Он убивает людей главным образом для собственного удовольствия, хотя при том он видит в этом форму искусства. Кэседи гордится, что его действия получают оценку СМИ, говоря: «Я не вдохновляюсь СМИ… Я вдохновляю СМИ».
В ответ на просьбу Демогоблина, что ему нужен план действий, Карнаж однажды высказался следующим образом: «Нет у нас никакого плана! В жизни нет смысла! Хаос! У вселенной нет центра, а её создатель — паршивый слюнтяй!».

## «Потомство»
У симбиота Карнажа есть два потомка: симбиоты Токсин и Скорн, но оба симбиота — супергерои, чем и отличаются от своего «отца».
Носителем Токсина являлся Патрик Маллиган, а позже Эдди Брок, также известный как бывший носитель Венома. Носительницей Скорн является доктор Танис Ньевес, которая ранее была психиатром Визг. Скорн может взаимодействовать с техникой.

## Другие версии

### Ultimate Marvel
Во вселенной Ultimate Marvel Карнаж — это самовосстанавливающийся вампирический организм. Данная версия создана из образцов ДНК как Человека-паука (Питера Паркера), так и Ящера (Курта Коннорса), комбинированная с образцами из разработки симбиотического костюма Ричарда Паркера. Во время своего первого появления этот организм являлся лишь сгустком инстинктов без разума или самосознания, имеющим лишь одну цель — потреблять чужое ДНК, чтобы стабилизироваться; одной из его жертв стала Гвен Стейси. Поглотив нескольких людей, Карнаж превращается в повреждённую форму Ричарда. Карнаж и Питер схлёстываются друг с другом, и Паркер бросает симбиота в пламя дымохода, убивая зверя. Но до своей смерти организм раскололся на точную копию формы Гвен, со всеми знаниями и даже воспоминаниями о собственной смерти, возможно, чтобы использовать её как своего носителя. Позже он встретился с Веномом и был поглощён им, оставив клона Гвен Стейси отдельно. Позже выяснится, что на самом деле клона Гвен создали Бен Рейли и Отто Октавиус, воспользовавшись украденным образцом Карнажа и генетическим материалом Гвен Стейси.

## Вне комиксов

### Мультсериалы
- Карнаж вместе с носителем Клетусом Кэседи появился в мультсериале «Человек-паук» (1994—1998). В русском переводе назван «Потрошителем» и «Палачом». Карнаж вместе со своим популярным носителем Клетусом Кэседи появляется в сериях 3-го и 4-го сезонов: в «Возвращение Венома» и «Карнаж», в форме робота — в «Наваждение Мэри Джейн Уотсон». В сюжетной арке 5-го сезона «Паучьи войны» в серии «Как я ненавижу клонов» и «Прощай, Человек-паук!» симбиот Карнаж намертво сливается с Питером Паркером из параллельной реальности, что превращает его в безумного Паука-Карнажа. Он пытается уничтожить все реальности с помощью прибора, открывающего порталы в пространстве.
- Карнаж вместе с носителем Клетусом Кэседи был одним из главных суперзлодеев в футуристичном мультсериале «Непобедимый Человек-паук» (1999—2001) и появлялся в каждой серии. На этот раз он был в союзе с Веномом. В русской локализации Карнаж и Веном были названы как «Кровавый» и «Желчный» соответственно.
- В мультсериале «Новые приключения Человека-паука» (2008—2009) Клетус Кэседи появился в камео в 3-й серии 2-го сезона, хоть и не встречался с Карнажем[1].
- Карнаж появился в 8-й серии 2-го сезона мультсериала «Совершенный Человек-паук» (2012—2017), в которой слился с Питером Паркером. Позже слился с Веномом — это прямой намёк на комикс Ultimate; был уничтожен командой Человека-паука. В 13-й серии 4-го сезона доктор Майкл Морбиус и Доктор Осьминог создают второго симбиота Карнажа, но после того, как Отто из зависти ввёл ДНК вампирной летучей мыши в Морбиуса, превратив его таким способом в человекоподобного вампира, тот в ярости кинул симбиота в Осьминога, в результате чего Отто сам стал Карнажем. Человек-паук и Флэш разделили их, но Карнаж образовал свою собственную форму и сказал, что теперь ему не нужен носитель. Он имеет повадки Карнажа из классики. Когда Человек-паук и Агент Веном взрывают его, Карнаж разлетается на куски и, попадая на людей, заражает их, тем самым превращая их в подобие себя самого. В 14-й серии 4-го сезона Карнаж создаёт армию симбиотов, заражает Халка, но затем того освобождают. В 15-й серии 4-го сезона серии стал гигантом, и Мэри Джейн Уотсон по вине Майкла Морбиуса невольно становится Королевой Карнаж, но её освобождают и уничтожают симбиота окончательно. В 21-й, 22-й, 23-й, 25-й и 26-й серии 4-го сезона выясняется, что симбиот Карнаж остался внутри организма Мэри Джейн Уотсон, и она благодаря Доктору Курту Коннорсу может контролировать его и использовать его способности в целях добра. Она берёт себе имя «Совершенная Женщина-паук».

### Кино

#### Серия фильмов «Новый Человек-паук»
После взлома серверов Sony Pictures в 2014 году стало известно, что Эмма Стоун ведёт переговоры о возвращении к роли Гвен Стейси в воплощении Карнажа до отмены продолжения франшизы «Новый Человек-паук».

#### Вселенная Человека-паука от Sony

Вуди Харрельсон в роли Карнажа в фильме «Веном 2»

Воплощение Клетуса Кэседи в Карнажа появляется и в кинофильмах, действие которых происходит во вселенной Человека-паука от Sony, играет его Вуди Харрельсон.
- Впервые Клетус Кэседи появляется в сцене после титров фильма «Веном» (2018).
- Клетус Кэседи возвращается в фильме «Веном 2» (2021), в котором появляется симбиот Карнаж[40]. Клетус Кэседи получает симбиота после того, как кусает Эдди Брока за руку и поглощает часть Венома. После спасения Клетуса от смертельной инъекции Карнаж предлагает носителю сделку: в обмен на помощь в освобождении его возлюбленной, Фрэнсис Бэррисон, Кэседи убьёт Брока и Венома. После того, как Клетус соглашается, он и Карнаж отправляются в Сан-Франциско и захватывают Патрика Маллигана и Энн Вейинг, чтобы привлечь Венома. Когда Клетус Кэседи и Фрэнсис Бэррисон пытаются пожениться в соборе, Веном сталкивается с ними и обманом заставляет Бэррисон использовать свои звуковые силы, из-за чего собор обрушивается, убивая Фрэнсис и отделяя Брока и Кэседи от их симбиотов. После воссоединения с Броком, Веном пожирает Карнажа и откусывает голову Кэседи. В этой версии Клетус Кэседи и симбиот Карнаж не полностью связаны и по ходу фильма становятся всё более враждебными друг к другу.

### Компьютерные игры
- Игровой персонаж игры Marvel Super Heroes (1995) для приставки Sony PlayStation.
- Является главным антагонистом игры Spider-Man and Venom: Maximum Carnage (1994) для приставок Sega и Super Nintendo и сиквеле Separation Anxiety.
- Карнаж является предпоследним боссом в игре Spider-Man (2000). После поражения Карнаж сливается с Отто Октавиусом («ОК-Монстр» в русской версии игры) и становится финальным боссом игры, от которого нужно сбежать.
- Карнаж — персонаж, а также финальный босс в эксклюзивной японской игре для Super Nintendo The Amazing Spider-Man: Lethal Foes (1995).
- Карнаж — босс и игровой герой для игры в жанре файтинг Marvel vs. Capcom: Clash of Super Heroes (1998), называемый Красным Веномом.
- Карнаж — игровой герой в Marvel: Ultimate Alliance 2 (2009)[41].
- Карнаж — босс для Венома, игровой персонаж в одном уровне и частица симбиота, живущая в Питере, в игре Ultimate Spider-Man (2005)[1].
- Карнаж — игровой персонаж и один из многочисленных боссов в игре Spider-Man: The Animated Series (1995).
- Карнаж — игровой персонаж и один из симбиотов в игре Ultimate Spider-Man: Total Mayhem (2010).
- Карнаж — финальный босс, замена Венома в игре The Amazing Spider-Man 2 (1992) на Game Boy, а также в продолжении The Amazing Spider-Man 3 (1993).
- Карнаж — босс и игровой персонаж в игре Spider-Man and the X-Men in Arcade’s Revenge (1992).
- Карнаж — игровой персонаж в PSP-версии Spider-Man: Friend or Foe (2007).
- В игре Spider-Man: Shattered Dimensions (2010) Человек-паук из вселенной Ultimate сражается с соответственным Карнажем. Карнаж получил суперсспособность превращать убитых им людей в зомби и создавать Карнаже-подобных миньонов. В игре Карнаж имеет повадки простого животного с интеллектом Карнажа[42].
- В игре Lego Marvel Super Heroes (2013) появляется как игровой персонаж.
- Появляется как последний босс в игре The Amazing Spider-Man 2 (2014). По игре родился намного раньше Венома.
- Появляется как игровой персонаж, по подписке в игре Marvel: Future Fight (2015).
- Кроме того, Карнаж является играбельным персонажем в мобильной игре Marvel: Strike Force на платформе iOS и Android.

### Аттракционы
На ночь ужасов Хэллоуина 2002 года, парк развлечений Universal Orlando Resort’s включал в себя проклятый лабиринт под названием «Максимум Резни» (англ. Maximum Carnage). Лабиринт задуман как путешествие через логово Карнажа и содержит всех его приспешников, а также останки различных супергероев. Лабиринт был расположен на локации «Остров в Осаде», бывшем острове супергероев из комиксов Marvel. Также Карнаж был выбран как представитель данного острова для мероприятия.

### Музыка

Колин Байя в роли Карнажа

Песня «Carnage Rules», написанная и исполненная группой Green Jellÿ, вошедшая на альбом 333, написана про персонаж Карнажа и была использована в качестве музыкальной темы для компьютерной игры Maximum Carnage.

### Театр
В бродвейском мюзикле Spider-Man: Turn Off the Dark Карнаж появляется как член Зловещей шестёрки, его играет актёр Колин Байя.